# Antonin Raymond
Antonín Reimann, más conocido como Antonin Raymond (Kladno, 10 de mayo de 1888-Langhorne, Pennsylvania, 21 de noviembre de 1976) fue un arquitecto racionalista checo, nacionalizado estadounidense en 1914. Realizó la mayor parte de su obra en Japón. En sus obras colaboró en el diseño de interiores con su esposa, Noémi Pernessin.

## Trayectoria
Estudió en el Colegio Técnico de Praga (1906-1910). Poco después emigró a Estados Unidos, donde sirvió en el cuerpo de inteligencia del ejército en la Primera Guerra Mundial. Entre 1910 y 1912 trabajó para Cass Gilbert y, entre 1912 y 1920, para Frank Lloyd Wright. En 1919 viajó a Japón para supervisar la construcción del Imperial Hotel de Tokio, obra de Wright. Se afincó entonces en ese país, donde residió entre 1920 y 1937, retornando a Estados Unidos durante el transcurso de la Segunda Guerra Mundial, y volvió de nuevo en 1949.
En 1923 realizó su propia casa en Tokio, la villa Reinanzaka, reedificada posteriormente en la playa de Morito (Jayama). Basada en una geometría cúbica sin ornamentación, esta obra supone su «verdadero comienzo y liberación respecto a Wright y sus manierismos», según comenta en su autobiografía. Entre finales de los 1920 y comienzos de los 1930 construyó varias edificaciones en hormigón armado, como el hospital de San Lucas en Tokio (1929) y las casas Fukui en la bahía de Atami (1933-1935), que muestran cierta influencia de Auguste Perret. En 1925 fue nombrado cónsul honorario de Checoslovaquia en Japón y construyó las embajadas de los Estados Unidos (1928) y de la Unión Soviética (1929) en Tokio, así como remodeló la de Francia (1930).

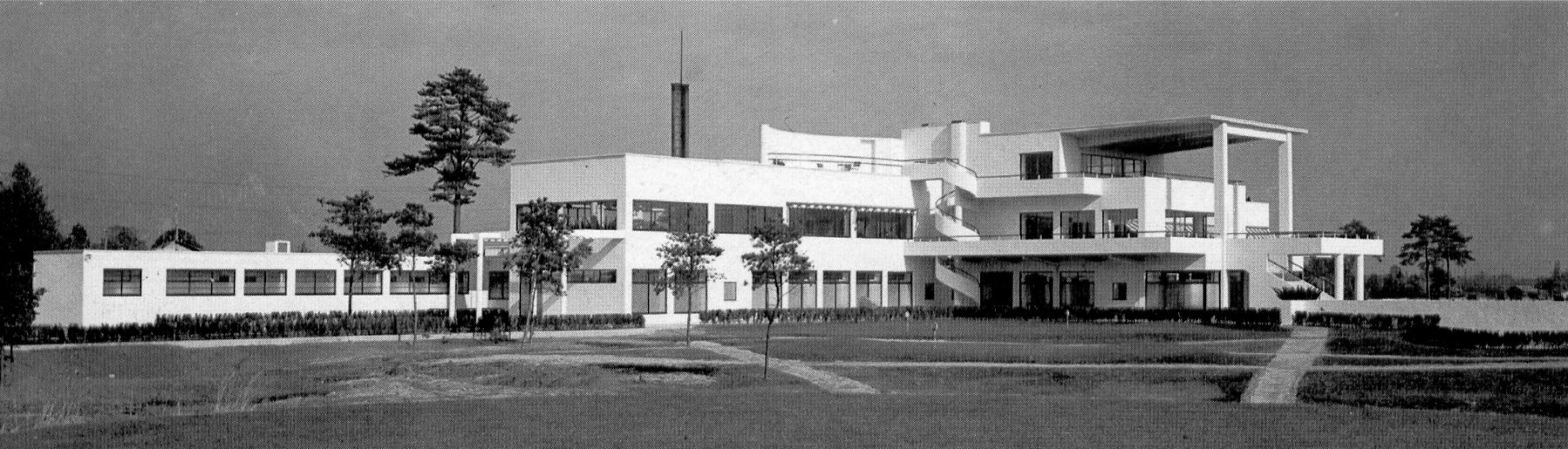
Club-house del Tokio Golf Club en Saitama (1930)

En su primera etapa japonesa edificó también las oficinas de la petrolera Rising Sun en Yokohama (1926), el club-house del Tokio Golf Club en Saitama (1930) y la fábrica y oficinas Ford en Tsurumi (1934), así como varias casas: Akaboshi (1932) y Kawasaki (1934), ambas en Tokio.
En 1937, debido a la situación política del país, marchó a la India, donde construyó los dormitorios del ashram de Sri Aurobindo en Pondicherry (1938). Después retornó a Estados Unidos, donde fundó un despacho en New Hope (Pensilvania). Aquí construyó la Defence Housing en Bethlehem (1940) y las Midtown Art Galleries en Nueva York (1948). En 1945 se asoció con Ladislav Rado y se dedicó especialmente a los equipamientos públicos e industriales, sobre todo para la empresa Electrolux.
De nuevo en Japón en 1949, fue autor del edificio del Reader's Digest en Tokio (1947-1949), su casa-estudio en Tokio (1953), el Gunma Music Center en Takasaki, (prefectura de Gunma, 1955-1961), el Memorial Hall para los obreros japoneses del acero en Kyūshū (1956), la iglesia de San Albano en Tokio (1956), el club-house del Sakuragaoka Golf Club de Tokio (1960), la iglesia de San Miguel de Sapporo (1960), la embajada de Irán en Tokio (1961), la Universidad de Nanzan y la Escuela Internacional de Nagoya (1960-1966), la iglesia de Shibata en Niigata (1967) y los edificios 6 y 7 de la Universidad de Sofía en Tokio (1970). Fue artífice también del Foro Pan-Pacific de la Universidad de Hawái en Honolulu (1966-1969).
En 1956 ganó la Medalla de Honor del American Institute of Architects y, en 1964, la Medalla de tercera clase Rayos de oro con cinta en el cuello de la Orden del Sol Naciente. Entre sus discípulos se encuentran Kunio Maekawa, Junzō Yoshimura y Makoto Masuzawa.

## Publicaciones
- 1935 Antonin Raymond: His Work in Japan 1920-1935, Tokio
- 1938 Architectural Details, Tokio
- 1962 The Works of Antonin Raymond, Architectural Association Journal
- 1967 Watakushi to nihon kenchiku (Myself and Japanese Architecture), Tokio
- 1970 Jiden, Tokio
- 1973 Antonin Raymond: An Autobiography, Vermont y Tokio

## Galería

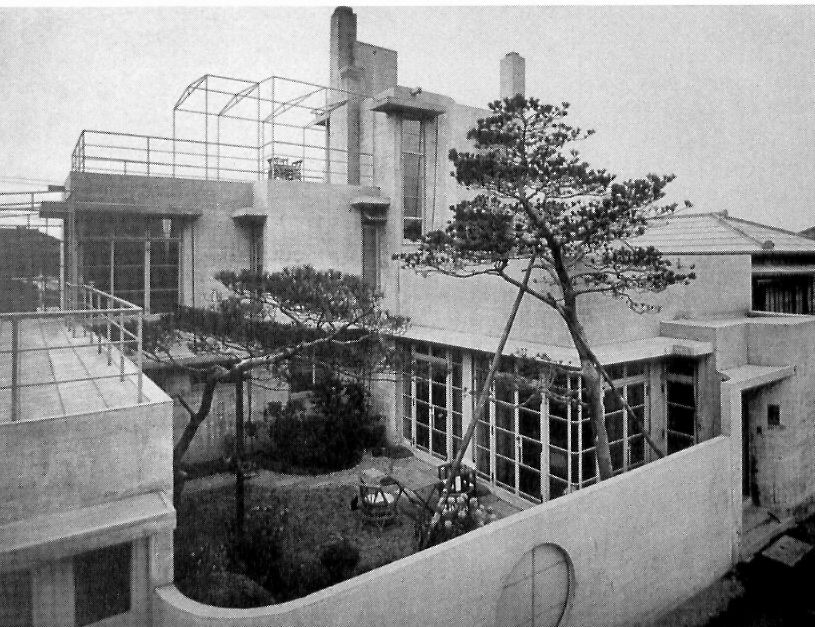
Villa Reinanzaka (1923), Tokio
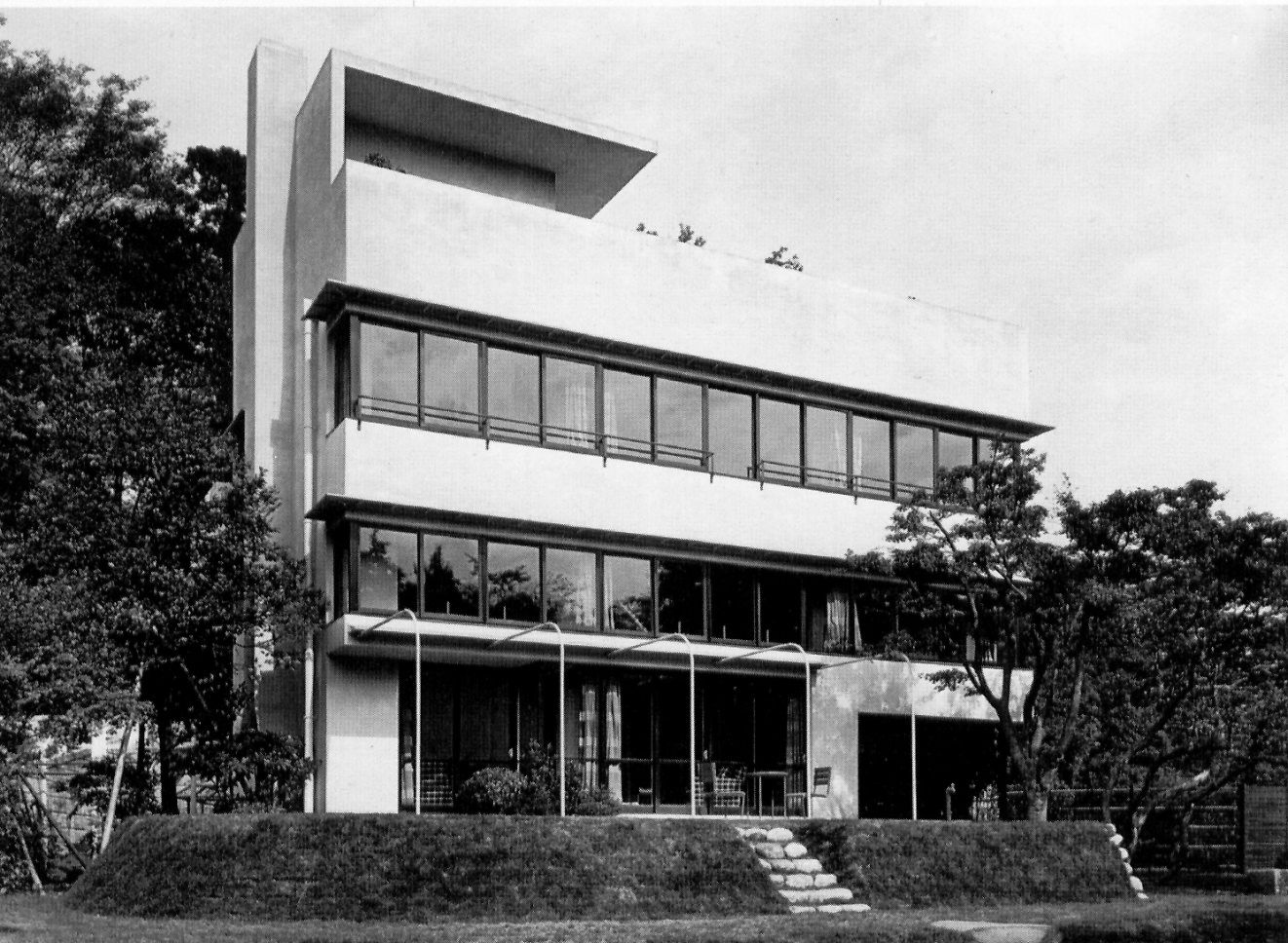
Casa Akaboshi Kisuke (1932), Tokio
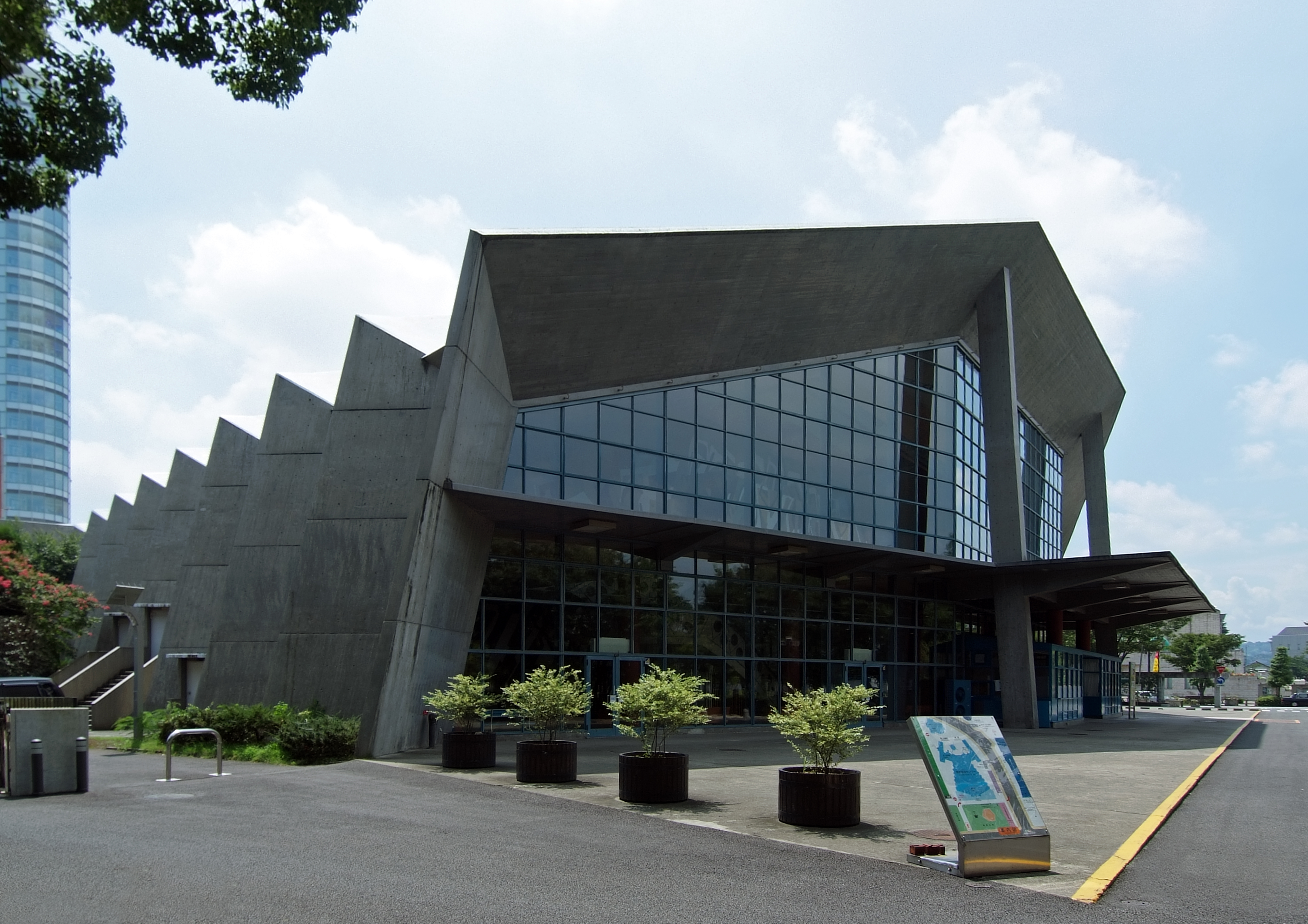
Gunma Music Center, Takasaki, Gunma (1955-1961)
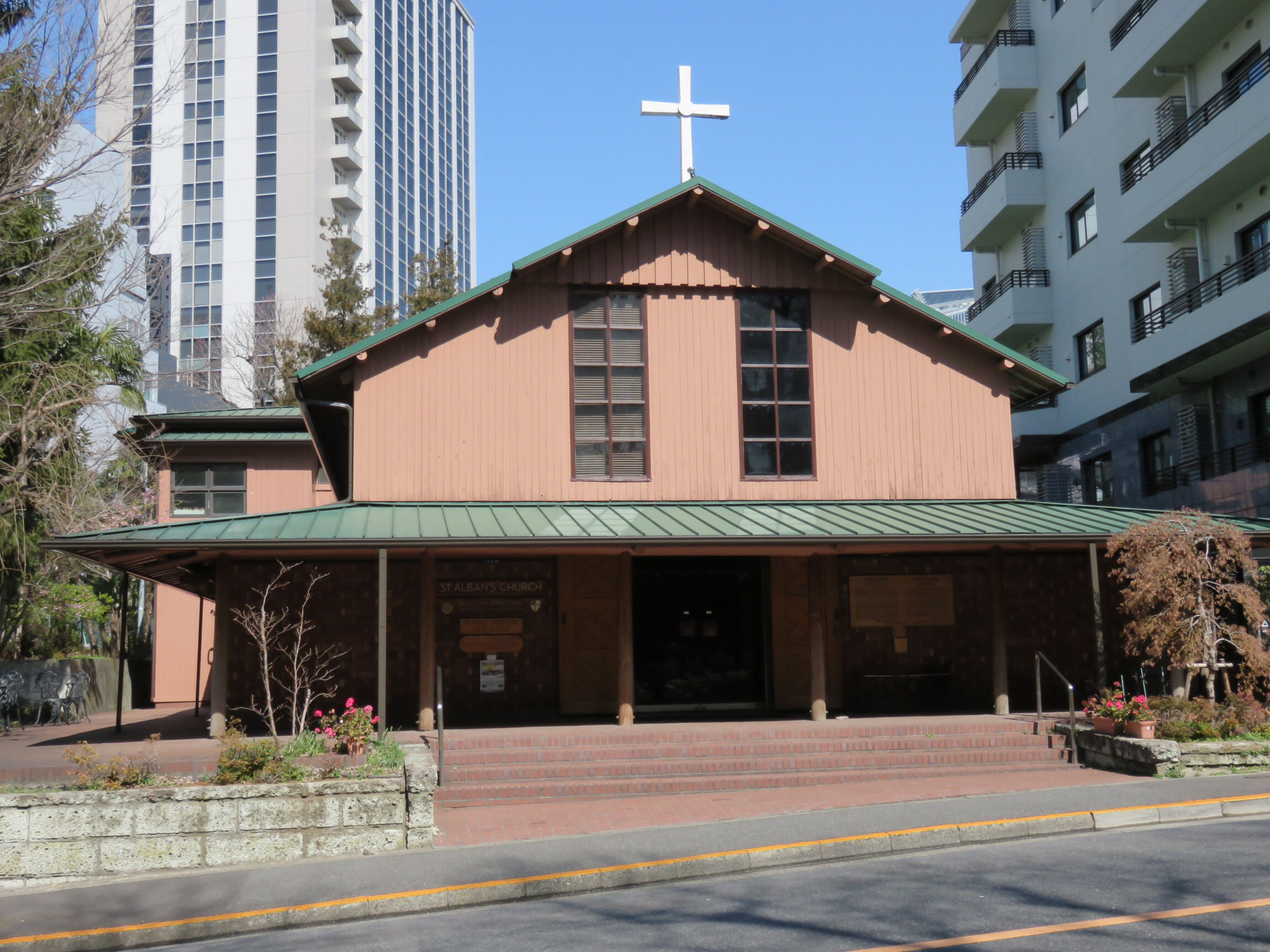
Iglesia de San Albano (1956), Tokio
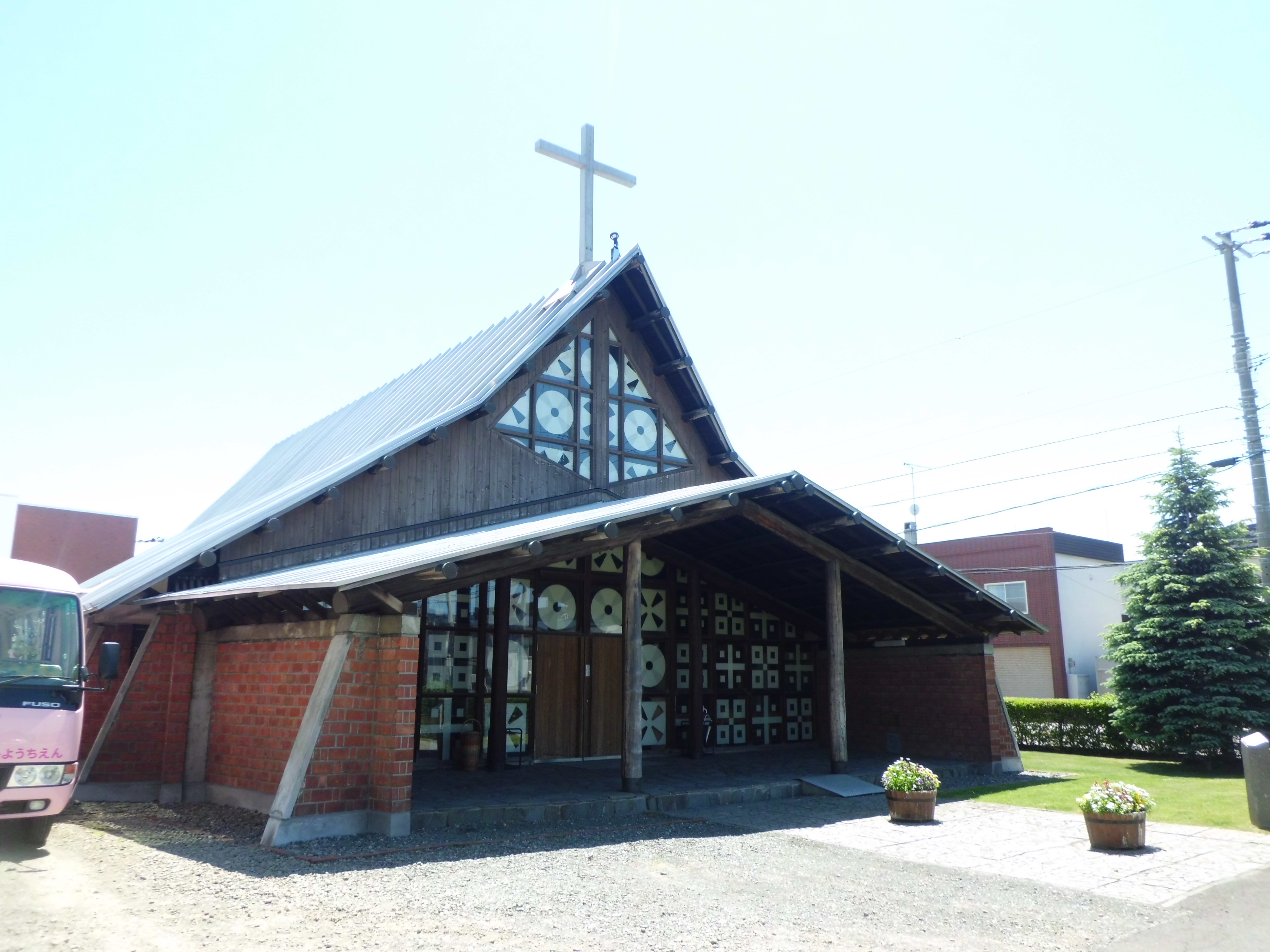
Iglesia de San Miguel de Sapporo (1960)
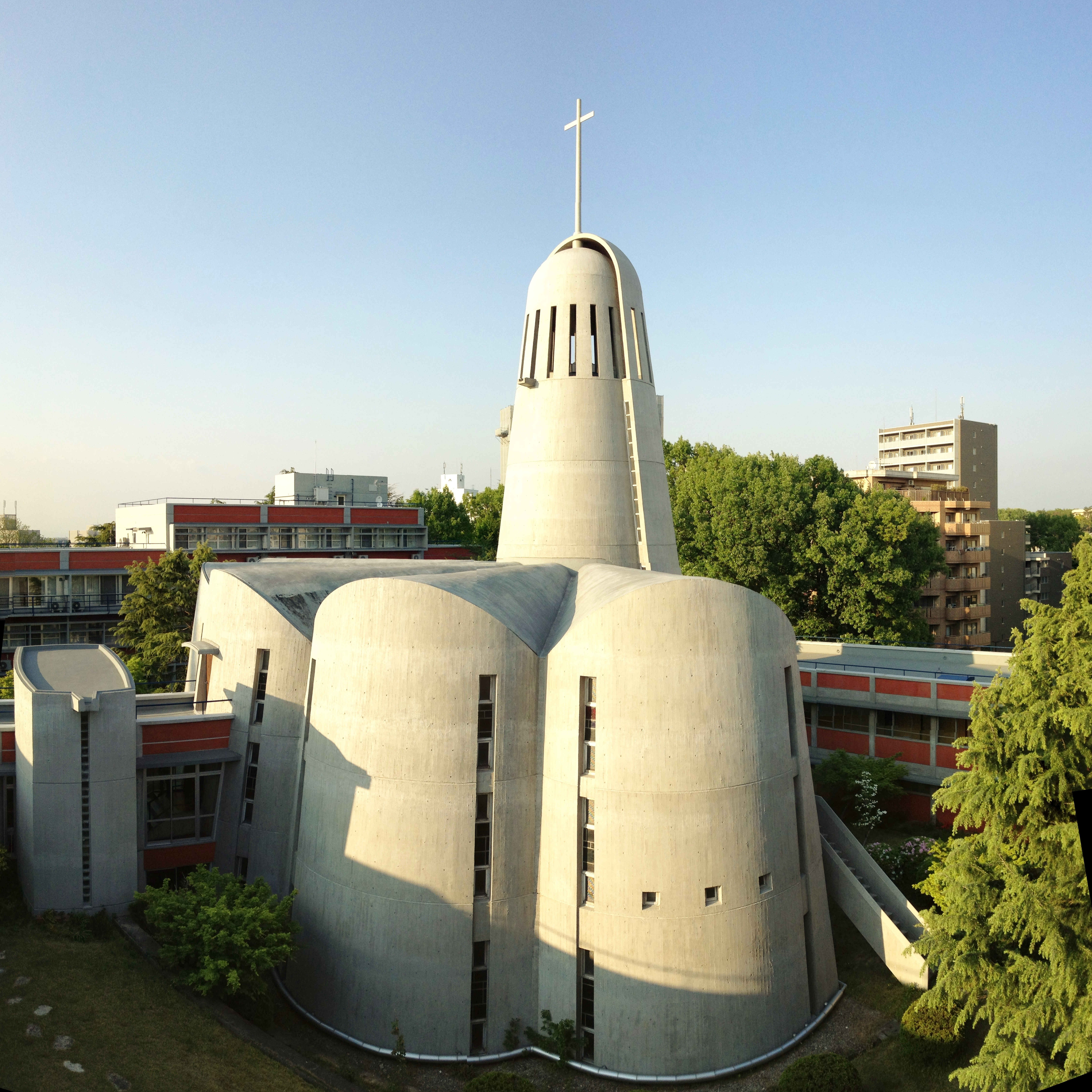
Capilla del Seminario de la Palabra Divina, Universidad de Nanzan, Nagoya (1962)